# Gobang
Gobang is een bestuurslaag in het regentschap Bogor van de provincie West-Java, Indonesië. Gobang telt 7972 inwoners (volkstelling 2010).